# Antalaha
Antalaha är en stad och kommun i regionen Sava i den nordöstra delen av Madagaskar. Kommunen hade 67 888 invånare vid folkräkningen 2018, på en yta av 162,69 km². Den ligger intill Indiska oceanen, cirka 535 kilometer nordost om Antananarivo. Antalaha har en hamn.